# Чернов Віктор Михайлович
Віктор Михайлович Чернов (25 листопада (7 грудня) 1873, Хвалинськ, Саратовська губернія — 15 квітня 1952, Нью-Йорк) — російський політичний діяч, мислитель і революціонер, один із засновників партії соціалістів-революціонерів та її основний теоретик. Перший та останній голова Установчих зборів.

## Життєпис
Народився 1873 року у місті Хвалинську Саратовської губернії. Батько, Михайло Миколайович Чернов, був повітовим скарбником, мати, Ганна Миколаївна Булатова, походила з татарського дворянського роду. Сім'я проживала спочатку у Новоузенську, а потім у Саратові, Хвалинську та Камишині. Після смерті матері, що настала у 1875 році, Віктор із сестрами виховувався мачухою. Весь час проводив на Волзі серед босяків. У 1882 році Віктор вступив до підготовчого класу Першої саратівської гімназії, наступного року успішно склав вступні іспити до першого класу. Навчаючись у гімназії, Чернов долучився до здобутків демократичної думки — до творчості М. А. Добролюбова, Н. Г. Чернишевського та ідеолога народництва М. К. Михайловського. Саратов вважався одним із головних центрів революційного руху. У 1884 році старшого брата Віктора, Володимира, заарештували за зберігання нелегальної літератури і виключили з гімназії. У роки навчання в гімназії Чернов познайомився з низкою неблагонадійних осіб — колишнім засланцем. В. А. Балмашовим (батьком С. В. Балмашова), народником М. А. Натансон і народовольцем А. В. Сазоновим. 1890 року Чернова було заарештовано під час обшуку на квартирі Сазонова. Після цього він опинився під підозрою та був поставлений під особливий нагляд. За клопотанням батька у 1891 році був відрахований із саратовської гімназії та відправлений навчатися до Дерпта.

### У студентських гуртках
Проживаючи у Дерпті, Чернов під впливом старшого брата опинився серед демократичного студентства. Відвідував збори студентських гуртків та був свідком суперечок між марксистами та народниками. Під час канікул побував у Петербурзі, де опинився на зборах нелегального гуртка петербурзької «Групи народовольців». У Петербурзі Чернів познайомився з марксистами — Ю. О. Мартовим і П. Б. Струве, які виступали в ролі опонентів народовольців. Молода людина стрімко втягувалась у революційний рух. 1892 року Чернов успішно закінчив Дерптську гімназію і вступив на юридичний факультет Московського університету. Навчаючись в університеті, Чернов взяв активну участь у діяльності «Союзу московських об'єднаних земляцтв», створеного для взаємодопомоги його членів, і входив до його Ради. Діяльність Ради мала опозиційний характер, більшість її учасників дотримувалися народницьких поглядів. У Москві Чернов познайомився з В. А. Маклаковим, П. Н. Мілюковим, Є. Д. Кусковою, С. М. Прокоповичем, В. І. Ульяновим-Леніним та іншими відомими згодом діячами. У студентські роки активно вивчав марксизм і студіював твори Л. Н. Толстого та Ф. М. Достоєвського, яких сам називав «друго-ворогами». Брав участь у суперечках із марксистами, в яких відстоював народницькі ідеї. В 1894 за дорученням Ради «Союзу земляцтв» здійснив поїздку до Петербурга, де познайомився з М. К. Михайловським і вручив йому адресу від московського студентства. Михайлівський розчарував Чернова своїм неприйняттям терору.